# NGC 6843
NGC 6843 est un amas ouvert relativement vieux et situé dans la constellation de l'Aigle. Il a été découvert par l'astronome britannique John Herschel en 1829.
NGC 6843 est à environ 1 945 pc (∼6 340 al) du système solaire et les dernières estimations donnent un âge de 1,3 milliard d'années. La taille apparente de l'amas est de 5,0 minutes d'arc, ce qui, compte tenu de la distance et grâce à un calcul simple, équivaut à une taille réelle de 9 al.
Wolfgang Steinicke et le professeur Seligman considèrent NGC 6843 comme un groupe d'étoiles et non un amas ouvert. Pour les bases de données NASA/IPAC, Simbad et HyperLeda, NGC 6843 est un amas ouvert, tandis qu'il n'y a aucune donnée sur le site WEBDA qui est consacré aux amas ouverts. 